# Sidney Parsons

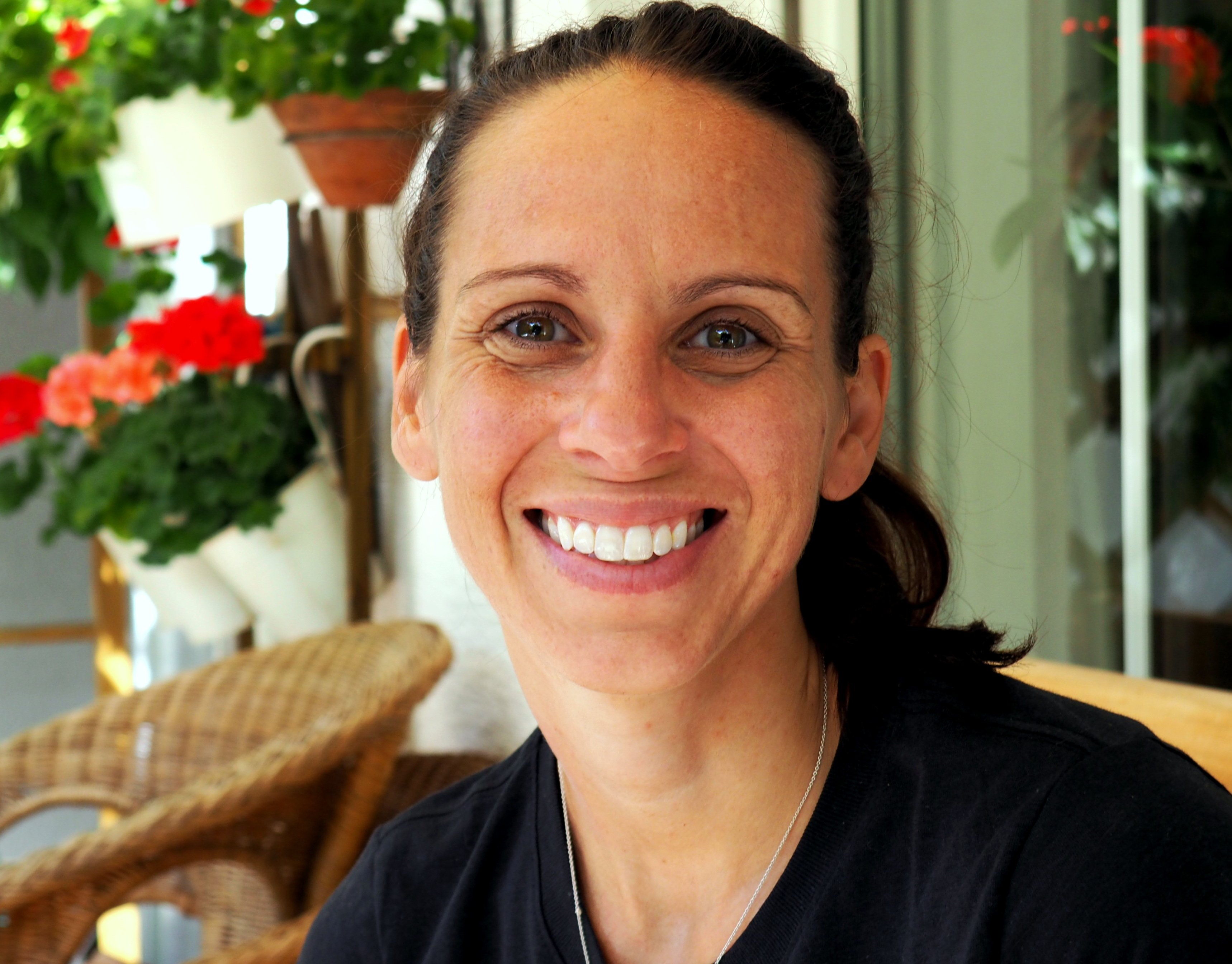
Sidney Parsons

Sidney Marie Parsons (* 5. Dezember 1987 in Mesa) ist eine US-amerikanisch-deutsche Basketballtrainerin und ehemalige -spielerin.

## Laufbahn

### Spielerin
Parsons wuchs im US-Bundesstaat Arizona auf und spielte an der Hamilton High School in der Stadt Chandler, 2018 wurde sie in die „Hall of Fame“ des Ortes aufgenommen. Ihre Mutter stammt gebürtig aus dem bayerischen Altmannstein. Von 2006 bis 2010 gehörte Parsons zur Basketball-Hochschulmannschaft der University of Bridgeport, sie absolvierte zudem ein Studium im Fach Sozialwissenschaften.
Ihre Karriere als Berufsbasketballspielerin begann Parsons beim deutschen Bundesligisten ChemCats Chemnitz, für den sie ab Beginn der Spielzeit 2010/11 bis Dezember 2011 auflief und dann am Jahresende 2011 zum Zweitligisten Grüner Stern Keltern wechselte. Von 2012 bis 2014 stand die 1,68 Meter große Aufbauspielerin in Diensten des TSV Viernheim (2. Bundesliga), spielte anschließend in der Frühjahrssaison 2014 in Australien für die Mannschaft Logan Thunder, ehe sie ab im Vorfeld des Spieljahres 2014/15 zum Nördlinger Erstligisten BG Donau-Ries ging. Zwischen ihren beiden Jahren in Nördlingen spielte Parsons 2015 abermals in Australien für Logan Thunder im Bundesstaat Queensland.
2016 verließ Parsons Nördlingen und spielte anschließend in den Frühjahrssaisons 2016 und 2017 für die South West Metro Pirates in Australien. Im 2016er Spieljahr führte sie die Korbschützenliste der Queensland Basketball Liga (QBL) mit einem Punkteschnitt von 26,8 je Begegnung an.

### Trainerin
Bereits während ihrer Spielerzeit war Parsons bei ihren jeweiligen Vereinen auch als Trainerin, vornehmlich im Jugendbereich, beschäftigt, in Nördlingen trainierte sie zwei Jahre lang die Mannschaft in der Weiblichen Nachwuchs-Basketball-Bundesliga (WNBL). Im August 2018 wurde sie als Cheftrainerin des deutschen Bundesligisten TSV 1880 Wasserburg eingestellt und führte die TSV-Damen in ihrem ersten Amtsjahr auf den dritten Bundesliga-Platz. Neben ihrer Vereinstätigkeit in Wasserburg war sie zeitweilig als Co-Trainerin der deutschen Damen-Nationalmannschaft tätig. In der Saison 2019/20 stand sie mit Wasserburg auf dem zweiten Tabellenrang, als das Spieljahr im März 2020 wegen des Coronavirus SARS-CoV-2 abgebrochen wurde. Den A-Trainerschein des Deutschen Basketball-Bundes erlangte sie 2020 mit Auszeichnung. Im Spieljahr 2020/21 erreichte Parsons mit Wasserburg den dritten Rang in der Bundesliga-Hauptrunde, im Viertelfinale schied man ersatzgeschwächt aus.
Sie verließ Wasserburg nach der Saison 2020/21 und wechselte innerhalb der Bundesliga als Cheftrainerin zum TK Hannover. Beim Deutschen Basketball-Bund blieb sie auch unter dem 2020 eingesetzten Damen-Bundestrainer Walt Hopkins Co-Trainerin. Die weibliche U18-Auswahl Deutschlands führte Parsons als hauptverantwortliche Bundestrainerin bei der Europameisterschaft 2022 auf den vierten Platz. Im März 2023 gewann sie mit dem TK Hannover den deutschen Pokalwettbewerb, in der deutschen Meisterschaft führte sie die Niedersächsinnen in die Endspielserie, die im April 2023 gegen Keltern verloren wurde. Bei der EM 2023 war Parsons Co-Trainerin der deutschen Auswahl, die das Turnier auf dem sechsten Platz abschloss. Dieser Erfolg berechtigte zur Teilnahme an einem Qualifikationsturnier in Brasilien für die Olympischen Spiele 2024 in Paris. Bei diesem Turnier, bei dem Parsons ebenfalls als Co-Trainerin agierte, qualifizierten sich die DBB-Damen erstmals für die Teilnahme an einem olympischen Basketballturnier. Im März 2024 gewann Parsons mit Hannover zum zweiten Mal in Folge den deutschen Pokalwettbewerb, in der deutschen Meisterschaft wurde es 2024 der dritte Rang.
Ihre Arbeit beim TK Hannover beendete Parsons im Anschluss an die Saison 2023/24. Im September 2024 wurde sie beim Deutschen Basketball-Bund Nachwuchs-Bundestrainerin für den weiblichen Bereich. Im März 2025 wurde Parsons von den Golden State Valkyries aus der US-Liga WNBA eingestellt und leitend für die Weiterentwicklung der Spielerinnen der Kalifornierinnen verantwortlich.